# El Internado: Las cumbres
El internado: Las cumbres és una sèrie de televisió de misteri i terror espanyola, rellançament de la sèrie d'Antena 3 El internado (2007-2010). La sèrie està produïda per Globomedia en conjunt amb Atresmedia Studios, i es va estrenar el 19 de febrer de 2021 a Amazon Prime Video. S'ha subtitulat al català.

## Argument
En un col·legi ubicat al costat d'un antic monestir a un lloc inaccessible entre les muntanyes, els alumnes són nois problemàtics i rebels que viuran sota l'estricta i severa disciplina que imposa el centre per reinserir a la societat. El bosc circumdant alberga antigues llegendes, amenaces que continuen vigents i que els submergiran en aventures trepidants i terrorífiques.

## Repartiment
- Asia Ortega - Amaia
- Albert Salazar - Paul
- Daniel Arias - Eric
- Natalia Dicenta - Mara, directora de l'internat
- Ramiro Blas- Darío
- Mina El Hammani - Elvira, professora de ciències
- Joel Bosqued - León, professor de música
- Daniela Rubio Moreno - Adele
- Claudia Riera - Inés
- Paula del Río Segura - Paz
- Gonzalo Díez - Julio
- Carlos Alcaide – Manuel Villar
- Sara Baleri
- Alberto Amarilla – Elías, professor de llatí
- Patxi Santamaría
- Lucas Velasco – Mario, professor de gimnàstica
- Joseba Usabiaga
- Amaia Lizarralde
- Iñake Irastorza
- Aitor Beltrán
- Kándido Uranga – Arturo, abat del monestir i director emèrit
- Rosa Melano - Alberta

## Episodis

### Vista general
| Temporada | Temporada | Episodis | Episodis | Dates d’estrena      | Dates d’estrena      | Network            |
| --------- | --------- | -------- | -------- | -------------------- | -------------------- | ------------------ |
|           | 1         | 8        | 8        | 19 de febrer de 2021 | 19 de febrer de 2021 | Amazon Prime Video |
|           | 2         | 8        | 8        | 1 d'abril de 2022    | 1 d'abril de 2022    | Amazon Prime Video |
|           | 3         | 8        | 8        | 7 d'abril de 2023    | 7 d'abril de 2023    | Amazon Prime Video |

### Temporada 1 (2021)
| Núm. total | Núm. de la temporada | Títol       | Direcció       | Guió | Data d'estrena original |
| ---------- | -------------------- | ----------- | -------------- | --- | ----------------------- |
| 1          | 1                    | «Episodi 1» | Jesús Rodrigo  | Argument: Asier Andueza i Laura Belloso. Guió: Laura Belloso                                               | 19 de febrer de 2021    |
| 2          | 2                    | «Episodi 2» | Jesús Rodrigo  | Argument: Asier Andueza, Sara Belloso i Laura Belloso. Guió: Asier Andueza i Laura Belloso                 | 19 de febrer de 2021    |
| 3          | 3                    | «Episodi 3» | Carles Torrens | Argument: Verónica Marzá, Asier Andueza, Sara Belloso i Laura Belloso. Guió: Sara Belloso                  | 19 de febrer de 2021    |
| 4          | 4                    | «Episodi 4» | Denis Rovira   | Argument: Sara Belloso, Abraham Sastre, Asier Andueza i Laura Belloso. Guió: Asier Andueza i Laura Belloso | 19 de febrer de 2021    |
| 5          | 5                    | «Episodi 5» | Denis Rovira   | Abraham Sastre, Sara Belloso, Asier Andueza i Laura Belloso                                                | 19 de febrer de 2021    |
| 6          | 6                    | «Episodi 6» | Carles Torrens | Argument: Laura Belloso, Asier Andueza, Abraham Sastre i Sara Belloso. Guió: Abraham Sastre i Sara Belloso | 19 de febrer de 2021    |
| 7          | 7                    | «Episodi 7» | Denis Rovira   | Argument: Abraham Sastre, Sara Belloso, Asier Andueza i Laura Belloso. Guió: Laura Belloso i Asier Andueza | 19 de febrer de 2021    |
| 8          | 8                    | «Episodi 8» | Carles Torrens | Argument: Abraham Sastre, Sara Belloso, Asier Andueza i Laura Belloso. Guió: Laura Belloso i Asier Andueza | 19 de febrer de 2021    |

### Temporada 2 (2022)
| Núm. total | Núm. de la temporada | Títol       | Direcció     | Guió | Data d'estrena original |
| ---------- | -------------------- | ----------- | ------------ | --- | ----------------------- |
| 9          | 1                    | «Episodi 1» | Denis Rovira | Laura Belloso, Asier Andueza i Sara Belloso                                                                                     | 1 d'abril de 2022       |
| 10         | 2                    | «Episodi 2» | Denis Rovira | Sara Belloso, Asier Andueza i Laura Belloso                                                                                     | 1 d'abril de 2022       |
| 11         | 3                    | «Episodi 3» | Mikel Rueda  | Sara Belloso, Arantxa Cuesta i Laura Belloso                                                                                    | 1 d'abril de 2022       |
| 12         | 4                    | «Episodi 4» | Mikel Rueda  | Asier Andueza, Sara Belloso, Eva Mir i Laura Belloso                                                                            | 1 d'abril de 2022       |
| 13         | 5                    | «Episodi 5» | Denis Rovira | Argument: Laura Belloso, Eva Mir, Sara Belloso, Asier Andueza i Jesús Mesas Silva. Guió: Sara Belloso i Jesús Mesas Silva       | 1 d'abril de 2022       |
| 14         | 6                    | «Episodi 6» | Mikel Rueda  | Argument: Sara Belloso, Eva Mir, Asier Andueza, Jesús Mesas Silva i Laura Belloso. Guió: Asier Andueza i Eva Mir                | 1 d'abril de 2022       |
| 15         | 7                    | «Episodi 7» | Denis Rovira | Argument: Sara Belloso, Jesús Mesas Silva, Asier Andueza, Eva Mir i Laura Belloso. Guió: Sara Belloso i Jesús Mesas Silva       | 1 d'abril de 2022       |
| 16         | 8                    | «Episodi 8» | Mikel Rueda  | Argument: Asier Andueza, Eva Mir, Jesús Mesas Silva, Sara Belloso i Laura Belloso. Guió: Asier Andueza, Eva Mir i Laura Belloso | 1 d'abril de 2022       |

### Temporada 3 (2023)
| Núm. total | Núm. de la temporada | Títol       | Direcció       | Guió | Data d'estrena original |
| ---------- | -------------------- | ----------- | -------------- | --- | ----------------------- |
| 17         | 1                    | «Episodi 1» | Alexandra Graf | Argument: Asier Andueza, Sara Belloso, Eva Mir, Guillermo Cisneros i Laura Belloso Guió: Laura Belloso, Asier Andueza i Eva Mir | 7 d'abril de 2023       |
| 18         | 2                    | «Episodi 2» | Oriol Ferrer   | Argument: Sara Belloso, Guillermo Cisneros, Asier Andueza, Eva Mir i Laura Belloso Guió: Sara Belloso i Guillermo Cisneros      | 7 d'abril de 2023       |
| 19         | 3                    | «Episodi 3» | Alexandra Graf | Argument: Sara Belloso, Guillermo Cisneros, Asier Andueza, Eva Mir i Laura Belloso Guió: Laura Belloso, Asier Andueza i Eva Mir | 7 d'abril de 2023       |
| 20         | 4                    | «Episodi 4» | Oriol Ferrer   | Argument: Sara Belloso, Guillermo Cisneros, Asier Andueza, Eva Mir i Laura Belloso Guió: Sara Belloso i Guillermo Cisneros      | 7 d'abril de 2023       |
| 21         | 5                    | «Episodi 5» | Laura Belloso  | Asier Andueza, Eva Mir i Laura Belloso                                                                                          | 7 d'abril de 2023       |
| 22         | 6                    | «Episodi 6» | Oriol Ferrer   | Laura Belloso, Guillermo Cisneros i Sara Belloso                                                                                | 7 d'abril de 2023       |

## Producció
En desembre de 2019 s'anuncià el rellançament de la sèrie El internado, emesa en Antena 3 entre 2007 i 2010. En gener de 2020 es varen anunciar els primers actors confirmats de la sèrie: Asia Ortega, Albert Salazar i Daniel Arias (actors adolescents); i Natalia Dicenta i Ramiro Blas (com a elenc adult).